# 対魔忍 紅
『対魔忍 紅』（たいまにんくれない、TAIMANIN KURENAI）は、対魔忍シリーズの通算15作目である。
同作は、吸血鬼の血を引く主人公・ 心願寺紅と槇島あやめの出会いから、凌辱やフェリシアとの死闘の末にあやめとともに吸血鬼化して対魔忍を辞するまでを描いた物語である。
シリーズ1作目『対魔忍アサギ』よりも前の時代を舞台としており、紅の後任にアサギが就いたという設定が存在するほか、一部のエンディングには学生時代のアサギが登場する。一方で、同作の一部の設定は『決戦アリーナ』を元にしており、「ふうま八将」といった関連する設定も存在している。
原画およびキャラクターデザインは、同社の別ゲーム数作や『対魔忍アサギ 決戦アリーナ』の数人を担当した経歴を持つZOLが手掛けた。シリーズ継続10年余を経て初となる要素としては、音楽モードの導入、ユーザインタフェースの一新などが行われた。また、同作はスカトロシーンが複数回登場することで知られている。

## あらすじ
対魔忍・心願寺紅は、部下の槇島 あやめとともに、ヨミハラにある歓楽施設「グリードハウス」の主人・天堂数馬に捕まる。奴隷娼婦としての調教を受ける中、紅はエドウィン・ブラックと亡き母・楓の間に生まれた長女およびフェリシアの姉だったことを知る。そして、父から受け継いだ吸血鬼の血に目覚めた紅は、天堂を退け、フェリシアにも瀕死の重傷を負わせる。
そして、吸血鬼となった紅は、唯一無二のパートナーのあやめと共に下野し、政府にも井河家にも与しない「元対魔忍の吸血鬼」として戦う道を歩みだす。

## 登場人物
心願寺 紅（しんがんじ くれない）
声 -武田あまね
ヒロイン。異端の存在とされる吸血鬼との混血「ヴァンパイアハーフ」の対魔忍。何らかの「眼」の力を伝承しているふうま一族の中でも実力者の頭目衆“ふうま八将”の1人で、先代にあたる幻庵から継いだ2振りの小太刀「白神」「紅魔」と、風遁の術を複合させた忍術「絶技・旋風陣」の使い手で、その真空の竜巻で屠った相手の返り血を浴びた姿から「殲血の紅姫」の異名をもつ。
思い込みが激しく、一般常識に疎い一面を持つ。
ツインテール風の髪型をした金髪色白の美少女で、白色系の外套を羽織った水色系ボディスーツの対魔忍スーツを纏うが、血に覚醒すると褐色肌になり衣装もワインレッド系に変化する。
槇島 あやめ（まきしま あやめ）
声 - 伊東サラ
紅の部下の対魔忍。紅のために舌を切り血を与え絶命しかけるが、吸血鬼化させる方法しか救命できなかった紅の決断で一命を取り留める。
フェリシア (Felicia)
声 -木多野あり
数馬に仕える魔族の少女。一人称は「ふぇり」。身長154センチメートル。その正体は、エドウィン・ブラックと心願寺楓の間に生まれた娘であり、紅の実妹に当たる。
エドウィン・ブラック
ノマドの首魁。
苫利 礼一郎（とまり れいいちろう）
政府直属機関のエージェント。覚醒した紅によって始末された。
天堂 数馬（てんどう かずま）
地下都市ヨミハラにある歓楽施設「グリードハウス」の主である闇商人。ブラックに操られていたにすぎず、見限られたフェリシアによって始末された。

## 反響
同作は、DLsiteの2015年の年間同人ゲームランキング（アドベンチャーゲーム部門）にて10位にランクインした。
また、「FANZA」では2015年の同人ゲームランキングにおいて第57位を記録した。

## 評価
イ・ヤン提督は「Media Clip」に寄せた記事の中で、Hシーンについて評価した一方、世界観を継承するのであればデザイナーを変えてほしくなかったとも指摘している。